# Dhobaghat
Dhobaghat (nep. धोबाघाट) – gaun wikas samiti w zachodniej części Nepalu w strefie Rapti w dystrykcie Pyuthan. Według nepalskiego spisu powszechnego z 2001 roku liczył on 493 gospodarstw domowych i 2747 mieszkańców (1425 kobiet i 1322 mężczyzn).